# Croydon (Utah)
Croydon je malá obec v severovýchodní části okresu Morgan County ve státě Utah. Je součástí metropolitní oblasti Ogden-Clearfield. Obcí prochází silnice Interstate 84. Nachází se zde také příroní útvar Devil's Slide.

## Vývoj počtu obyvatel
- 1880: 248
- 1890: 240 (−3.2%)
- 1900: 185 (−22.9%)
- 1910: 539 (+191.4%)
- 1920: 392 (−27.3%)
- 1930: 441 (+12.5%)
- 1940: 357 (−19.0%)
- 1950: 279 (−21.8%)